# 強欲のモメたん
強欲のモメたんは、東京・歌舞伎町を拠点に活動する詩人、モデル、YouTuber。元ホスト狂い、元トー横キッズとしても知られる。ホストクラブに年間2000万円を費やし、その経験をXに詩として投稿していたところ、出版プロデューサーの目に留まる。歌舞伎町での経験をもとに、詩集『刺激中毒』や写真集『強欲のモメたん1stフォトブック「わたしの全てにいいねして」』を出版し、YouTubeチャンネル「強欲のモメたん」を開設している。

## 経歴
強欲のモメたんは、元ホス狂い、元トー横キッズとして知られ、歌舞伎町での経験を詩集や写真集に反映。作品には彼女の独自の視点と感性が表れており、多くの注目を集める。出版プロデューサーの井川楊枝が関わったことで、作品制作や出版が実現したことも報じられている。

## メディア出演
YouTubeチャンネル「強欲のモメたん」では、歌舞伎町のスポット紹介や自身の経験談を発信。また、詩集と写真集の発売記念インタビューなど、複数のメディアに登場している。

## 出版作品
- 詩集『刺激中毒』（リブリオン、出版）
- 写真集『強欲のモメたん1stフォトブック「わたしの全てにいいねして」』（リブリオン、出版）

## YouTubeチャンネル
- 「強欲のモメたん」：歌舞伎町のスポット紹介や自身の経験談を発信

## SNSアカウント
- X（旧Twitter）：@mgmm127

## インタビュー・メディア掲載
詩集『刺激中毒』や写真集『強欲のモメたん1stフォトブック「わたしの全てにいいねして」』の発売を機に、各種メディアに登場。
- 弁護士ドットコム：2024年12月7日付。歌舞伎町の文化や人々について、自身の過去の経験を語るインタビュー。[5]
- 日刊SPA!：2025年1月23日付。活動の裏話や歌舞伎町での経験談を語る。[6]
- 現代ビジネス：2025年2月27日付。作品や活動について、社会的背景や意図を交えて語る。[7]

## 関連リンク
- YouTubeチャンネル「強欲のモメたん」
- X（旧Twitter）アカウント